# Rytidostylis longiflora
Rytidostylis longiflora là một loài thực vật có hoa trong họ Cucurbitaceae. Loài này được (Cogn.) Kuntze miêu tả khoa học đầu tiên năm 1891.